# Min Yeong-chan
Min Yeong-chan (hangeul : 민영찬, hanja : 閔泳瓚, 3 décembre 1873 - 16 novembre 1948) est un membre du puissant clan Yeoheung Min (en) de la fin de la période Joseon en Corée. Avec son frère aîné Min Young-hwan, il occupe divers postes gouvernementaux et est commissaire coréen à l'Exposition universelle de Paris en 1900.

## Biographie
Né de Min Gyeom-ho et Dame Seo, il reçoit la meilleure éducation en étudiant aux côtés du futur empereur Sunjong.
En 1889, il réussit l'examen de la fonction publique nationale et est ensuite nommé à un poste officiel au sein du Hongmungwan (홍문관, 弘文館) du Bureau des conseillers spéciaux. En 1897, il est nommé vice-président de la banque Hanseong. En 1900, il est commissaire royal à l'Exposition universelle de Paris.
Il est promu major-général le 16 juillet 1904.